# Rannäs
Rannäs är en by i Forsheda socken i Värnamo kommun. Den är belägen vid Rannässjön (Rannäsa sjö) på vägen mellan Forsheda och Torskinge.
Byn har 6-7 gårdar med hemmansbeteckningar som Rannäs Berget, Rannäs Skattegård, Rannäs Holtsagård (en gång komministerboställe till Bredaryds församling) samt några villor på avstyckade hemman. En gård i byn (Sjöbo) är belägen i Torskinge socken. 
Gravar från järnåldern återfinns väster om Rannäs.
Väster om byn går "Movägen" som fram till början av 1900-talet var häradsväg mellan Torskinge och Forsheda. En bit innanför Torskingegränsen utmed Movägen, har någon rest en sten "Rese sten". En sägen berättar att en gesäll ska där ha blivit ihjälslagen av sin husbonde därför att gesällen själv färdiggjutit klockan till Torskinge kyrka, just innan gjutmästaren från Jönköping hann dit, men hörde klockan klämta. Denna skröna berättas på många ställen i landet och har ett enkelt pedagogiskt budskap: man ska inte mästra mäster!